# Benjamin Lafargue
Benjamin Lafargue est un joueur de rink hockey né le 26 avril 1989. Il évolue durant les années 2010 au sein du club de l'US Coutras.

## Parcours sportif

### Palmarès
Il est champion de France de Nationale 1 avec l'US Coutras en 2010 et 2011.